# Manufacture nationale de Sèvres

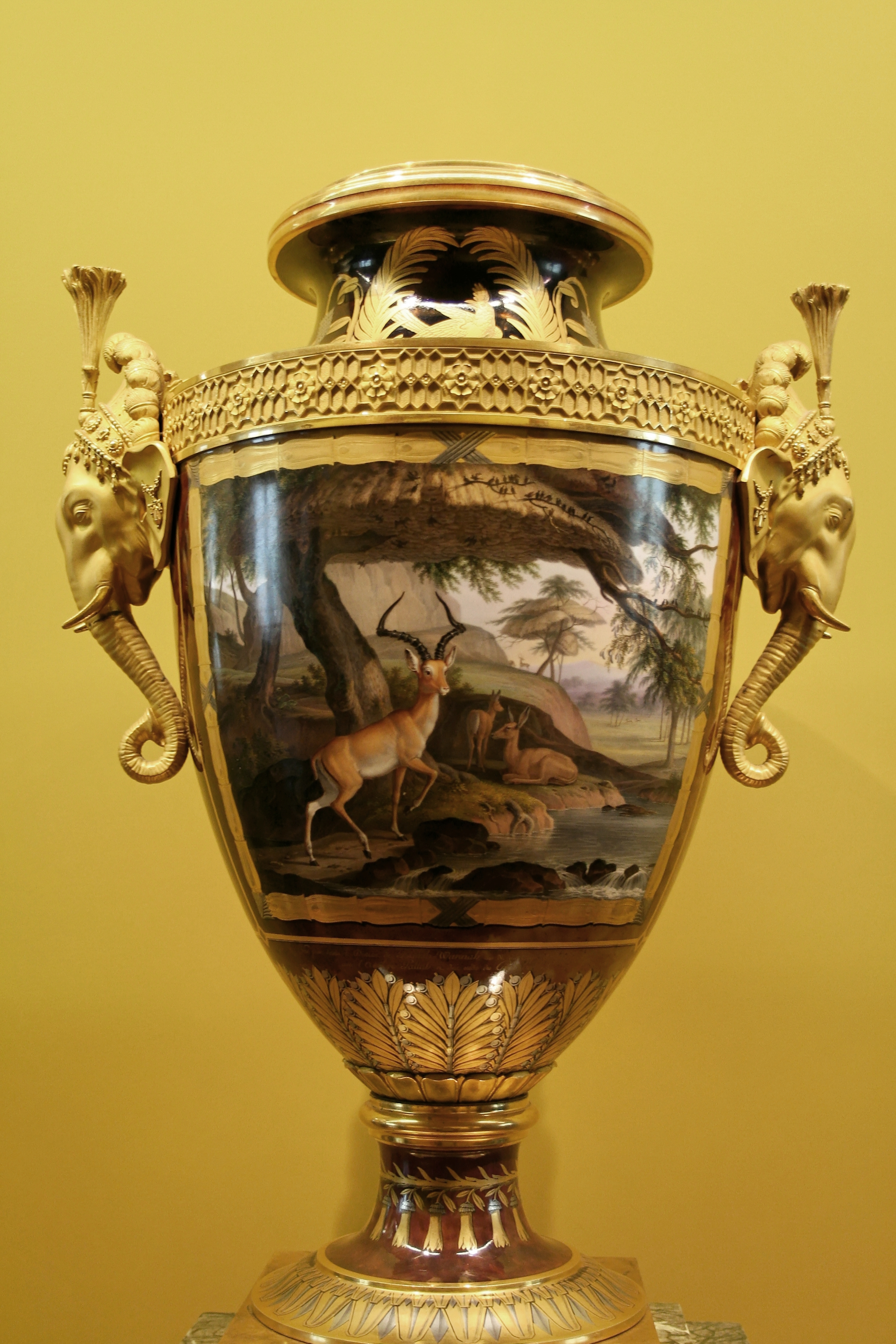
Vaso Clodion, 1817

Manufacture nationale de Sèvres é uma fábrica de porcelana localizada em Sèvres, França. Se destina à produção de objetos de arte em cerâmica usando métodos tradicionais. Em 1740, uma manufatura foi criada em Vincennes, posteriormente transferida em 1756 para Sèvres, em instalações especialmente concebidas.

## Lista de artistas
A
- Agam Yaacov
- Pierre Alechinsky
- Armand Pierre Fernandez dit Arman
- Jean Arp
- Geneviève Asse

B
- Christian Biecher
- Louis-Simon Boizot
- François Boucher
- Andréa Branzi
- Peter Briggs
- James Brown
- Pierre Buraglio
- Stéphane Bureaux

C
- Alexandre Calder
- Albert Carrier-Belleuse
- Paul Charlemagne
- Pierre Charpin
- Claude-Aimé Chenavard
- Patrice Cloud
- René Collamarini
- Sébastien Cordoléani
- Robert Couturier
- Johan Creten

D
- Olivier Debré
- Emile Decoeur
- Delo Lindo
- Marcel Derny
- Jean Dewasne
- Jules Diéterle
- Erik Dietman
- Joe Downing
- Duplessis père
- Vincent Dupont-Rougier

F
- Étienne-Maurice Falconet
- Anne-Marie Fontaine
- Franck Fontana
- Alexandre-Evariste Fragonard
- Monique Frydman

G
- Jean-Baptiste Gauvenet
- Maurice Gensoli
- Paul-Armand Gette
- Emile Gilioli
- Marie-Ange Guilleminot
- Hector Guimard
- James Guitet
- Georges-Lucien Guyot

H
- Etienne Hajdu
- Annabelle d'Huart
- Fabrice Hyber

K
- Jeff Koons
- Yayoi Kusama

L
- Jean-Jacques Lagrenée
- Henri-Albert Lagriffoul
- François-Xavier Lalanne
- Bertrand Lavier
- Jane Lévy
- Simon Lissim
- Marc-Antoine Bissière dit Louttre

M
- Robert Matta
- Jean Mayodon
- Myriam Méchita
- Yves Millecamps
- François Morellet

N
- Aurélie Nemours
- Ytiga Noumata

O
- Antoine Orlandini

P
- Nathalie du Pasquier
- Pierre Paulin
- Richard Peduzzi
- Alicia Penalba
- Charles Percier
- Jean Picart-Ledoux
- Bernard Piffaretti
- Arthur-Luis Piza
- Anne et Patrick Poirier
- Serge Poliakoff

R
- Henri Rapin
- Pierre-Joseph Redouté
- Auguste Rodin
- Jacques-Emile Ruhlmann

S
- Elsa Sahal
- Alexandre Sandier
- Maurice Savin
- Adrian Saxe
- Ettore Sottsass
- Pierre Soulages
- Edik Steinberg
- Raymond Subes

V
- Clémence Van Lunen

W
- Gabrielle Wambaugh
- Betty Woodman

Z
- Zao Wou-Ki